# Serra Llarga (l'Albi)
La Serra Llarga és una serra situada entre els municipis de l'Albi i de les Borges Blanques a la comarca de les Garrigues, amb una elevació màxima de 560 metres.